# أوميد كوكابي
أوميد كوكابي (بالفارسية: امید کوکبی)‏ (1982 في كنبد كاووس - ) فيزيائي من إيران.